# Terrorcons
Los Terrorcons son cinco personajes ficiticios del mundo de los Transformers, es un grupo de cinco Decepticons bajo el mando de Galvatron. Los Terrorcons se transforman en monstruos de aspecto espantoso y se combinan para formar a un Gestalt robot llamado "Abominus". Ellos son contrapartes y rivales de los Technobots. quienes también forman a un Gestalt llamado Computron.

## Historia
Los Terrorcons fueron creados por los Quintessons, quienes acompañaron a Galvatron para adquirir antielectrones de la cabeza sin cuerpo de Unicron. Durante la misión Decepticon, fueron atacados por Rodimus Prime, Ultra Magnus y Kup. Se las arreglaron para conseguir la ventaja, pero fueron atacados rápidamente por los Technobots recientemente creados gracias a la superinteligencia temporal de Grimlock. Los Terrorcons formaron a Abominus, pero gracias al sacrificio de la inteligencia dotada de Grimlock, los Technobots formando a Computron, derrotaron a los Terrorcons en su modo Gestalt Abominus.
Los Terrorcons fueron por un tiempo servidores de los Quintessons; en algún momento, los Quintessons han instalado un temporizador automático en uno o todos de los Terrorcons, lo que limita el tiempo que pueden pasar combinado en su modo gestalt de Abominus.
Los Terrorcons fueron convocados por Primacron que formaban parte de los primitivos llamados a luchar contra Tornacron (Una amenaza muy similar a Unicron). Durante la pelea los Terrocons deciden pelear en su modo bestia mas no en su modo Gestalt, los terrorcons intentaron combatir a Tornadron, aunque en los modos de bestia no pudieron contra éste ya que al final fue derrotado por Grimlock. Esto en realidad no era una táctica totalmente irrazonable, teniendo en cuenta que Tornadron solo aspira a la energía de Predaking.
Los Terrorcons fueron algunos de los muchos Decepticons bajo el mando de Scorponok en Cybertron, ellos viajaron con su equipo en el mundo de Nebulos, en la búsqueda del equipo Autobot de Fortress Maximus.
En Nebulos, los Terrorcons tenían un tiempo estupendo para aterrorizar a los habitantes en la ciudad de Splendora, hasta que los Technobots aparecieron y los derrotaron. La combinación en Abominus no sirvió de mucho, ya que básicamente siempre Computron es más estratégico e inteligente en las batallas, solo por la preocupación por los jardines, los Autobots no usaron su máximo poder en su modo Targetmaster, ya que tuvieron que retirarse para evitar mayores daños colaterales.
Los Terrorcons, junto con el resto de los Decepticons, decidieron salir de Nebulos poco después, en camino hacia el planeta Tierra, allí participaron en varias batallas, especialmente contra las fuerzas de Ratbat.
A diferencia de los otros Gestalts Autobots o Decepticons, Abominus tiene una limitación de tiempo en su forma combinada como un medio de control (ya que esto solo se observó cuando los Terrorcons estaban trabajando para el Quintessons, ya que estos fueron sus creadores). Abominus es el más fuerte de los Gestalts de las filas Decepticons pero también uno de los más lentos y poco inteligente al igual que Devastator a diferencia que es más fuerte que este, carecen de la agilidad de Predaking y la inteligencia de Computron y la velocidad de Menasor pero no tiene tanto armamento como lo tiene Bruticus es un Gestalt que emprende más rugidos y gruñidos.
Los Terrorcons viajaron con Scorponok a los Jardines de Mercurio Melanossus en respuesta a una observación Autobot, allí los recién Autobots Targetmasters demostraron ser buenos rivales para ellos.
Al parecer el destino final de los Terrorcons fue en un episodio en el que salió Starscream en el cual los desconectó.

## Terrorcons
- Hun-Gurrr

El líder, se transforma en un dragón de dos cabezas.
Le encanta comer cualquier cosa hecha de metal, incluso las balas enemigas.
Forma el pecho, las entrepiernas, el abdomen y la cabeza de Abominus.
Su lema "Yo como lo que quiero y luego destruir el resto".
Su voz es de Stephen Keener y Efron Marshall.
- Blot

Se transforma en una criatura Monstruo Parte Dargon Lagarto/Parte Ogro, identificado en japonés como "mutante".
Él es una bestia completamente con una minúscula inteligencia y carece de modales e higiene.
Su lema es "Yo no soy tan malo como me veo ... Soy peor".
Forma el Brazo Derecho de Abominus
Su voz es de Tony Santiago.
- Cutthroat

Se transforma en una bestia mitad Grifo/mitad Harpía.
Él es un asesino despiadado.
Forma la Pierna Izquierda de Abominus.
Su lema es: "La compasión es la moneda de los perdedores".
Su voz es de Tony St. James.
- Rippersnapper

Se transforma en un tiburón de la tierra.
Es un depredador feroz que ataca a casi cualquier cosa que se mueva.
Forma el Brazo Izquierdo de Abominus
Su lema es: "Los Autobots son muchos errores que intentamos corregir".
Su voz de Jim Cummings.
- Sinnertwin

Se transforma en una Bestia Orthrus.
Él es un guerrero que siempre está explorando en busca de nuevos enemigos.
Forma la Pierna Derecha de Abominus
Su lema es: "El sonido de la destrucción es música para mis módulos de audio".
La voz de Jared Barclay y Workkman Dere.

## En otros medios
Los Terrorcons aparecen en la película Transformers: el despertar de las bestias (2023), siendo heraldos del dios oscuro devorador de planetas Unicron y está formado por Battletrap, Nightbird y su líder Scourge. En la película, ellos llegan a la Tierra, para encontrar la llave Transwap para Unicron y devorar cualquier planeta. Su plan fracaso siendo destruidos por los Autobots y Maximals.